# 上田市立傍陽小学校
上田市立傍陽小学校（うえだしりつ そえひしょうがっこう）は、長野県上田市にある公立小学校。
旧・小県郡真田町地区の神川支流洗馬川流域一帯、傍陽地区を学区としている。

## 概要・歴史
1872年に学制が発布されると2年後までに日本各地に小学校が開校しているが開校した当時は独自に校舎を建てるというケースはまれで大体社寺・民家・旧藩校・寺子屋を仮校舎として開校しているが上田市立傍陽小学校もご多分に漏れず1873年に「金縄学校」として開校した当時は社寺を校舎として定めた。しかし定めたところが真田氏にゆかりが深い実相院であったため1882年の改称（「傍陽学校」）→1886年の「小学校令」発布による固定化→1889年の小県郡傍陽村発足による改称（村立傍陽尋常小学校）→1895年の高等科分置による改称（村立傍陽尋常高等小学校）と歴史を重ねても定めたままであった。普通社寺を仮校舎と定めた学校は大体「小学校令」の頃までに独自の校舎を建築して移転しているものだが実相院に仮住まいし続けていた事はいかに学校関係者のみならず地域全体に当寺が親しまれているという証といえるがいつまでも仮住まいというわけにはいかないため1900年に現在地に独立校舎を建設して移転した。以来校舎の改築があったものの不変である。
移転後は1941年の国民学校令発布による改称（村立傍陽国民学校）→1947年の学制改革により改称と併設中学校開校（村立傍陽小学校併設傍陽中学校）→1955年の併設中学校の統合（現在の上田市立真田中学校の開校）による小学校単独化（村立傍陽小学校）→1958年の小県郡3村合体町制施行により真田町発足による改称（小県郡真田町立傍陽小学校）→2006年の1市2町1村の対等合併による新・上田市発足により上田市立傍陽小学校改称と歴史を重ねて今に至っている。
当校は「金縄学校」時代の1876年に横道・岡保両地籍に分校を設置していたが小県郡真田町立時代の1959年に廃止している。

## 略年表
- 1873年 - 金縄山実相院を仮校舎として「金縄学校」開校。学区は小県郡曲尾・上洗馬・軽井沢3村。（翌年合併により小県郡傍陽村）
- 1876年 - 旧上洗馬・軽井沢両村に分教場設置される。
- 1882年 - 「金縄学校」、「傍陽学校」と改称。
- 1889年 - 小県郡傍陽村が合併を経ずに発足。村立傍陽尋常小学校と改称。
- 1895年 - 小県郡立高等小学校の廃止による高等科分置により村立傍陽尋常高等小学校と改称。分教場は横道・岡保と地名がつけられる。
- 1900年 - 現在地に校舎を建築し移転。長年の社寺仮住まいに終止符。
- 1941年 - 「国民学校令」発布により村立傍陽国民学校と改称。横道・岡安両分教場は分校となる。
- 1947年 - 学制改革の第1弾6・3制の実施により村立傍陽小学校と改称。同時に併設で傍陽中学校開校。（中学校は本校のみにおかれ分校は小学校単独となる。）
- 1955年 - 併設していた傍陽中学校が3村の併設中学校と統合。3村組合立で真田中学校を開校（のち小県郡真田町立→現：上田市立真田中学校）させたため小学校単独に戻る。
- 1958年 - 小県郡傍陽村・長村・本原村の合体町制施行により小県郡真田町発足。小県郡真田町立傍陽小学校と改称。
- 1959年 - 横道・岡保分校廃止。
- 2006年 - 上田市、小県郡真田町・丸子町・武石村の対等合併により新・上田市発足。上田市立傍陽小学校と改称。

## 学校所在地
- 〒386-2203 長野県上田市真田町傍陽6035番地1番

## 補足事項
開校から現在地に移転するまで長らく仮校舎が置かれていた金縄山実相院は真田氏ゆかりの寺として知られていて、かつてはカエル同士を戦わせるというカエル合戦が行われていた所として地元では有名である。